# Piaggio PD.808
El Piaggio PD.808 fue un reactor diseñado en 1957 por la compañía estadounidense Douglas Aircraft Company de Long Beach, California, como avión ejecutivo. 

## Desarrollo
Douglas no recibió ningún pedido por el aparato, pero acabó vendiendo en 1961 el proyecto a la compañía italiana Piaggio, que voló el primer prototipo en agosto de 1965. Piaggio tampoco logró alcanzar un éxito comercial con esta aeronave, vendiendo solo unas pocas aeronaves a la Fuerza Aérea Italiana.
La producción de este modelo fue sólo de 24 ejemplares, de los que 20 fueron para la Aeronautica Militare Italiana, en donde desarrollaron cometidos tan diversos como calibración de ayudas a la navegación, contramedidas electrónicas, entrenador de navegantes, transporte VIP y comunicaciones. 

## Variantes
PD-808 VIP
Transporte VIP de seis plazas. Cuatro ejemplares.
PD-808 TA
Versión de entrenamiento de navegación y comunicaciones. Seis ejemplares, dos convertidos a la versión GE.
PD-808 RM
Calibración de ayudas a la navegación. Cuatro ejemplares.
PD-808 GE
Versión de guerra electrónica. Ocho ejemplares, dos convertidos desde la versión TA.
PD-808 TF
Propuesta con motores turbofan. No pasó de la fase de estudios preliminares.

## Operadores
Italia
- Fuerza Aérea Italiana: operó 22 Piaggio PD.808 desde 1970 hasta 2003.[2]

## Especificaciones (PD.808)

### Características generales
- Tripulación: Dos pilotos más tripulación de misión.
- Longitud: 12,8 m
- Envergadura: 13,2 m
- Altura: 4,8 m
- Peso vacío: 4830 kg
- Peso máximo al despegue: 8165 kg
- Planta motriz: 2× turborreactores Rolls Royce Viper Mk526.

### Rendimiento
- Velocidad nunca excedida (Vne): 852 km/h
- Alcance: 2128 km